# Heinkel
Heinkel Flugzeugwerke — німецька авіабудівна компанія, заснована Ернстом Гайнкелем, існувала з 1922 по 1965 рік. Під час Другої світової війни компанія займалася виробництвом бомбардувальників для Люфтваффе та зробила важливий внесок у розвиток високошвидкісних літаків.

## Історія
Компанія Heinkel була заснована у Варнемюнде 1922 року, після того як були послаблені заборони на німецьке авіабудування, накладені Версальським договором. Перший успіх компанії пов'язаний з розробкою в 1932 році високошвидкісного літака Heinkel He 70 Blitz, призначеного для поштових та пасажирських перевезень Deutsche Lufthansa, що побив кілька рекордів швидкості літаків свого класу. Він мав два двигуни від Heinkel He 111 Doppel-Blitz, що став основою для виробництва бомбардувальників Люфтваффе під час Другої світової війни.
Найвідомішими інженерами Heinkel того часу були брати Зігфрид та Вольтер Гюнтер, а також Генріх Гертель. Штаб-квартира знаходилася в Ростоку, при заводі Марієн, з додатковим підрозділом «Heinkel-Sud», відкритим у Швехаті (Австрія) після аншлюсу 1938 року.

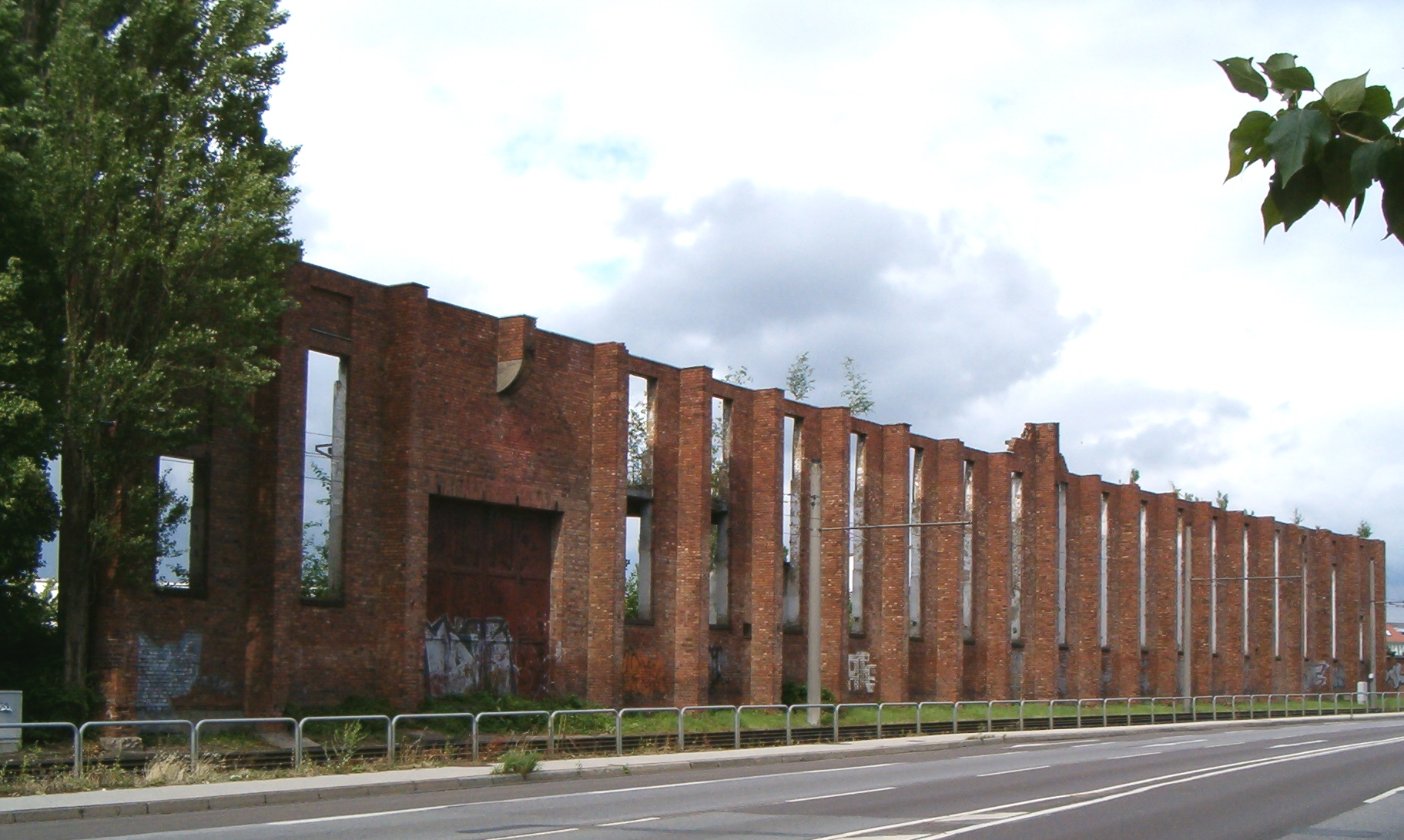
Руїни штаб-квартири Heinkel в Ростоку

Компанія Heinkel відома насамперед як виробник літаків Люфтваффе під час Другої світової війни. Початок цьому поклала адаптація He 70 і, зокрема, He 111, для використання як бомбардувальників. Heinkel також постачав Люфтваффе важкі бомбардувальники типу Heinkel He 177, хоча він і не випускався у великих кількостях. Німецька Люфтваффе, оснащена цими бомбардувальниками з системами навігації Z-Gerät, Y-Gerät  і Knickebein, що були розроблені Йоганессом Плендлом, стала першою, хто використовував системи нічної навігації, які зараз стали обов'язковими для всіх літаків.
Heinkel була менш успішна в продажу літаків-винищувачів. Перед війною Heinkel He 112 потіснила модель конкурента Messerschmitt Bf 109. Спроби Heinkel відповісти на розробки Messerschmitt моделлю Heinkel He 100 провалилися через політичний захист Рейсхміністерства авіації (РМА). У кінці війни компанія представила Люфтваффе нічний винищувач Heinkel He 219, який також був частково усунутий з ринку озброєнь через політичні рішення та вироблявся лише в обмежених кількостях.
З 1941 року і до кінця війни компанія була об'єднана з виробником двигунів Hirth разом з Heinkel-Hirth, що створило можливість виробництва власних військових літаків. Компанії були передані захоплені німцями польські виробничі потужності, зокрема заводи у Варшаві, Ряшеві та Мелеці (Polskie Zakłady Lotnicze). Крім того компанія використовувала працю ув'язнених та військовополонених на основному підприємстві у Швехаті та в концентраційному таборі Маутхаузен.

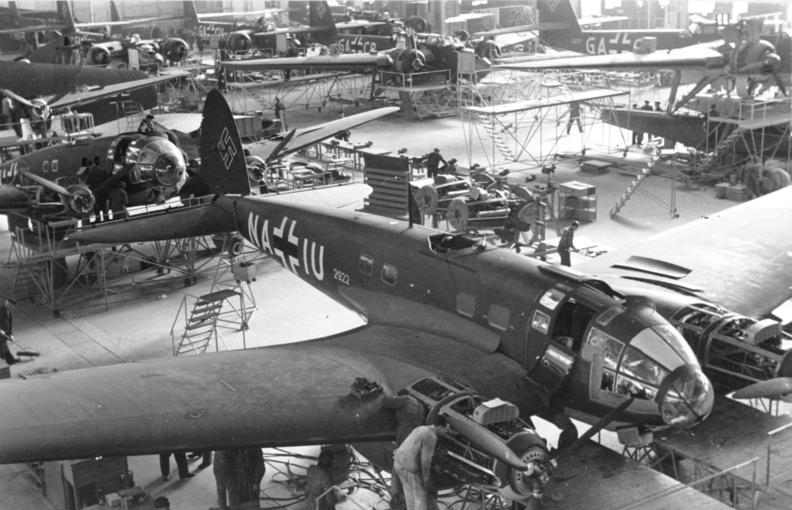
Виробництво Heinkel He 111 (1939)

Ім'я Heinkel нерозривно пов'язане з піонерськими розробками в галузі створення авіаційних двигунів та ракетобудування. 1939 року Еріх Варзіц здійснив політ на Heinkel He 176 та Heinkel He 178 і став першим льотчиком, що керував літаком з турбореактивними двигунами, які працювали на рідкому паливі. Після цього Heinkel розробив прототип Heinkel He 280. Ця модель так і не досягла стадії виробництва, у зв'язку з тим, що РМА бажав, щоб Heinkel зосередився на виробництві бомбардувальників, а не сприяв розвитку конкурентної моделі Messerschmitt Me 262. Винищувач Heinkel He 162 Volksjager таки піднявся в повітря у кінці війни, але Німеччина невдовзі вже оголосила про свою капітуляцію.
Після війни Heinkel перейшов від авіабудування до виробництва велосипедів, моторолерів (див. нижче) та Heinkel Kabine. У середині 1950-х компанія повернулася до виробництва літаків, виробляючи за ліцензією F-104 Starfighter для західнонімецького Люфтваффе.
1965 року компанія було поглинуто Vereinigte Flugtechnische Werke (VFW), яку 1980 року своєю чергою поглинула Messerschmitt-Bölkow-Blohm.

## Продукція

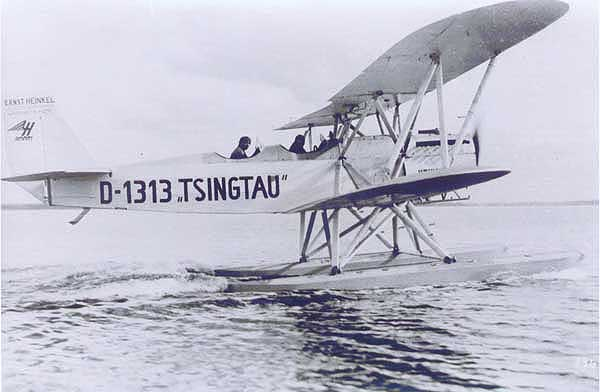
Heinkel HD 24

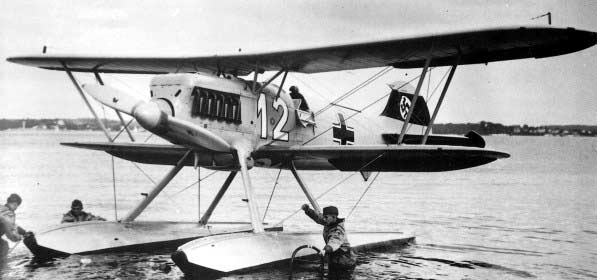
Heinkel He 51

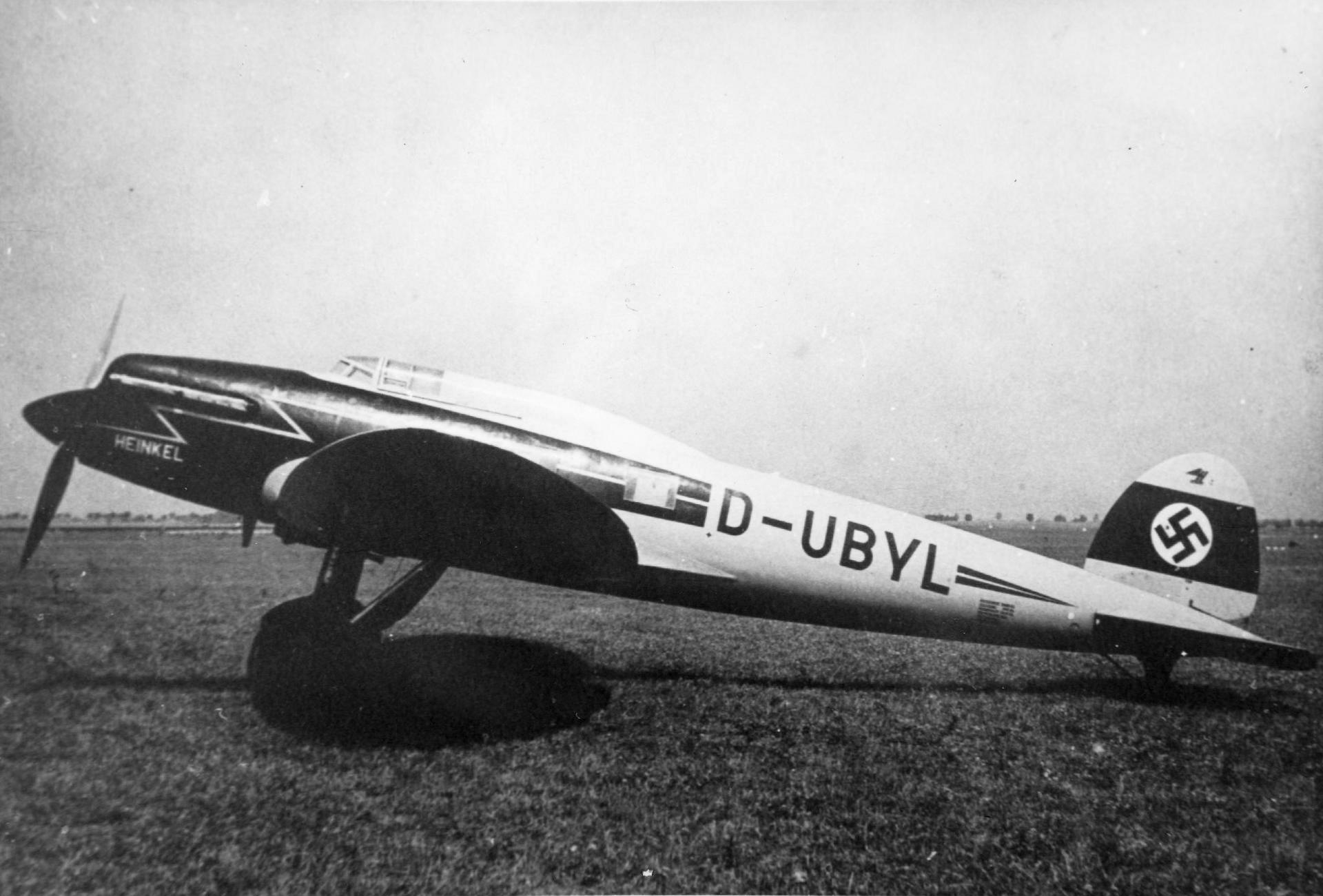
Heinkel He 70

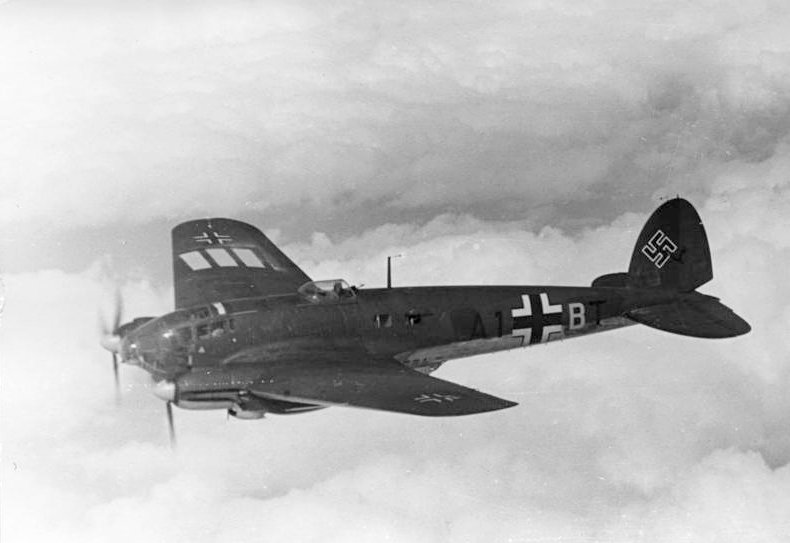
Heinkel He 111

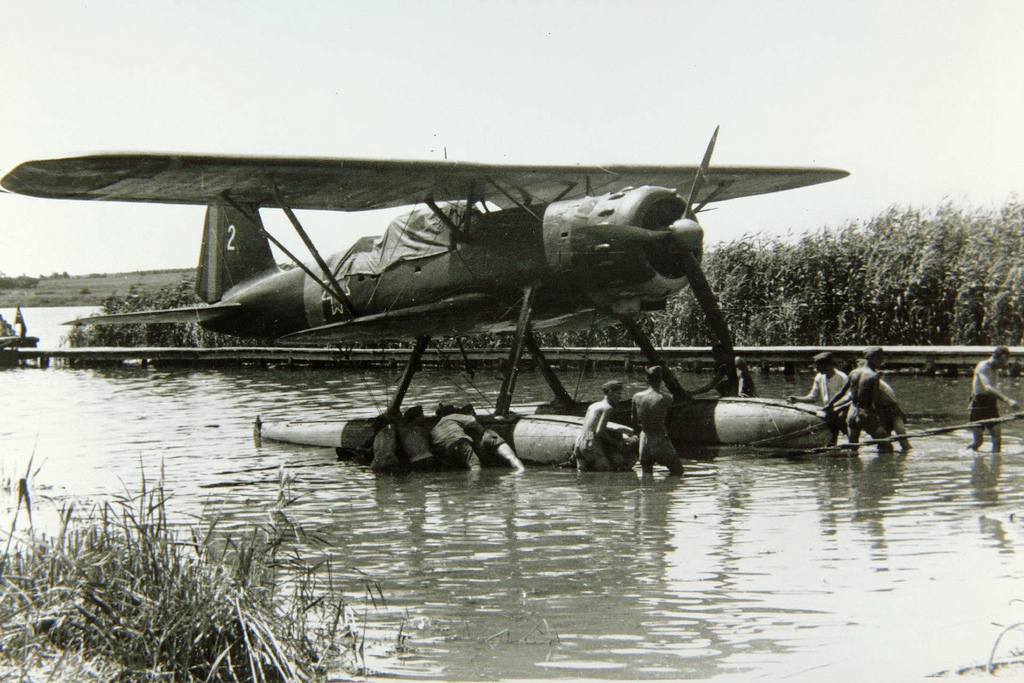
Heinkel He 114

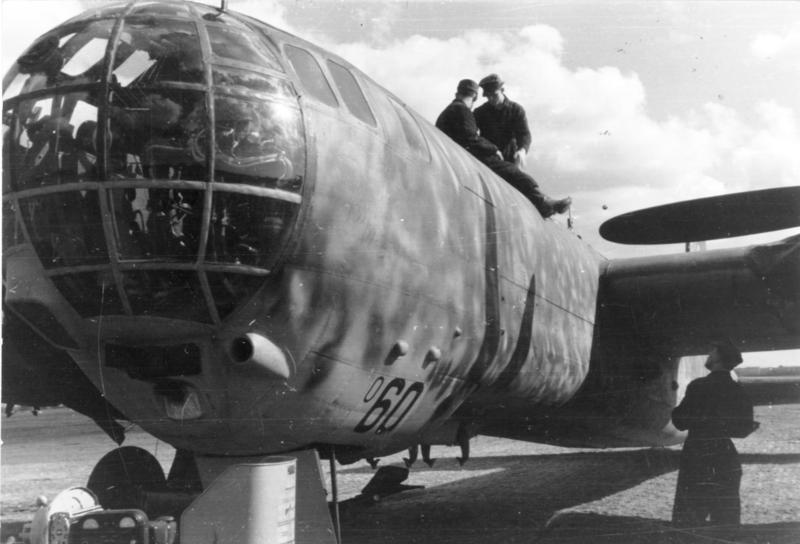
Heinkel He 177

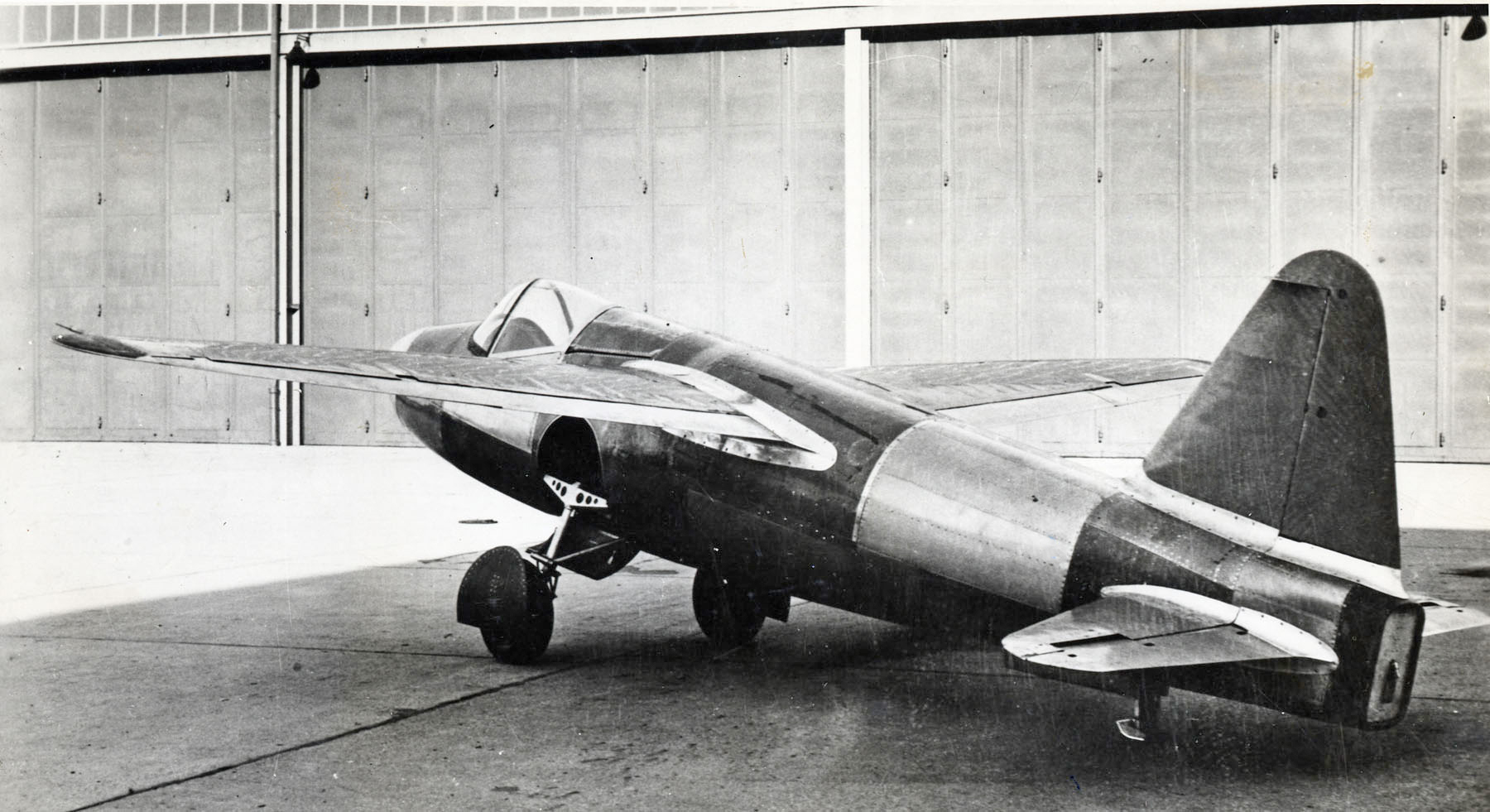
Heinkel He 178

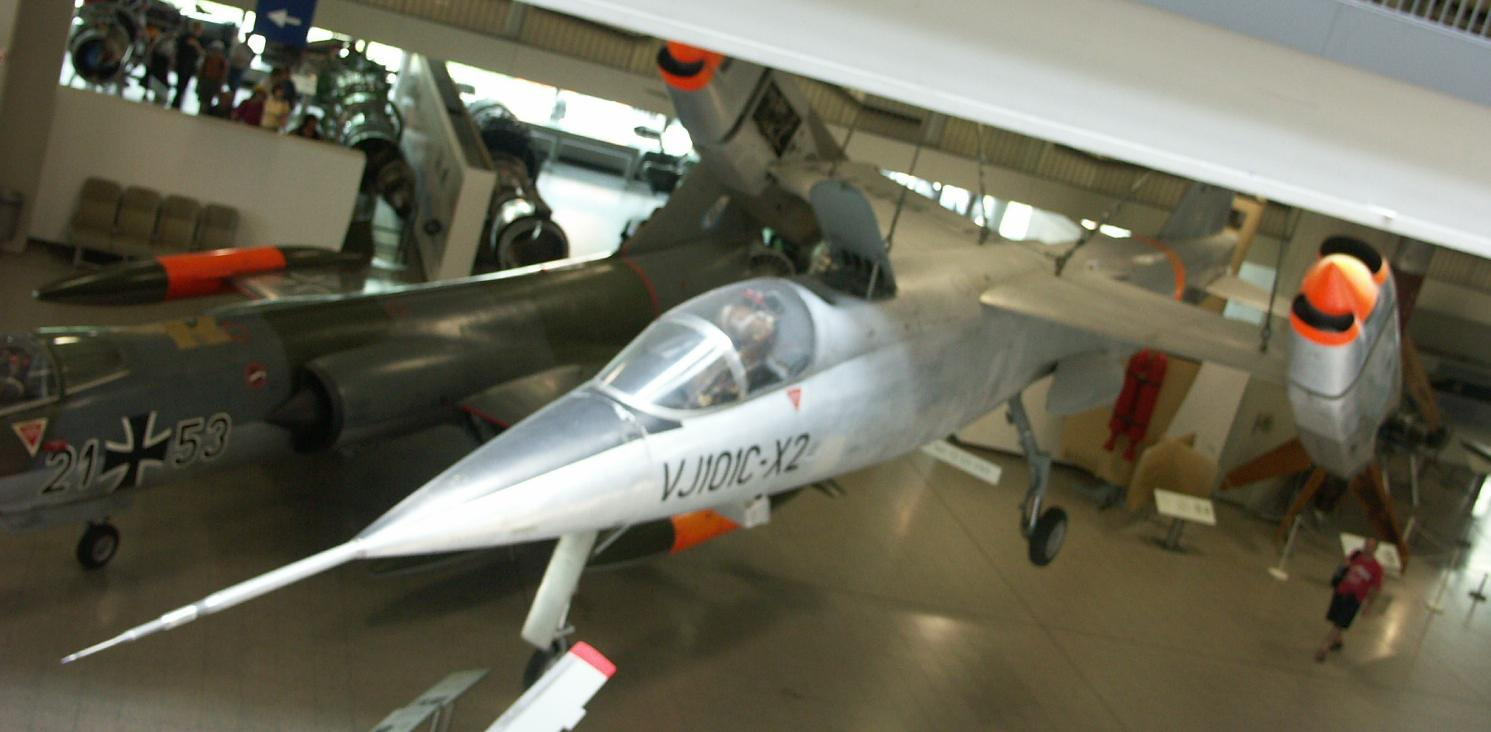
EWR VJ 101 — спільна розробка Heinkel, Messerschmitt та Bölkow (концерн EWR)

### Літаки
HD — Heinkel Doppeldecker
- Heinkel HD 14
- Heinkel HD 16
- Heinkel HD 17[en]
- Heinkel HD 19
- Heinkel HD 21[en]
- Heinkel HD 22[en]
- Heinkel HD 23
- Heinkel HD 24[en] тренувальний гідролітак (1926)
- Heinkel HD 25
- Heinkel HD 26
- Heinkel HD 28
- Heinkel HD 29[en]
- Heinkel HD 32[en]
- Heinkel HD 33
- Heinkel HD 35[en]
- Heinkel HD 36[en] винищувач (біплан)
- Heinkel HD 37 винищувач (біплан)
- Heinkel HD 38[en]
- Heinkel HD 39[en]
- Heinkel HD 40[en]
- Heinkel HD 42[en] гідролітак
- Heinkel HD 43 винищувач (біплан)

HE — Heinkel Eindecker
- Heinkel HE 1[en] поплавковий гідролітак з низьким розташуванням крила (моноплан)
- Heinkel HE 2[en] вдосконалений HE 1
- Heinkel HE 3[en]
- Heinkel HE 4[en] розвідувальний (моноплан)
- Heinkel HE 5[en] розвідувальний (моноплан)
- Heinkel HE 8[en] розвідувальний (моноплан)
- Heinkel HE 9
- Heinkel HE 12[en]
- Heinkel HE 18[en]
- Heinkel HE 37
- Heinkel HE 38

He — Heinkel (RLM designator)
- Heinkel He 45 бомбардувальник + тренувальний
- Heinkel He 46 розвідувальний
- Heinkel He 49[en] винищувач (біплан)
- Heinkel He 50 розвідувальний + пікіруючий бомбардувальник (біплан)
- Heinkel He 51 винищувач + вогнева підтримка (біплан)
- Heinkel He 57[en] Heron
- Heinkel He 58[en]
- Heinkel He 59 розвідувальний гідролітак (біплан)
- Heinkel He 60 корабельний розвідувальний гідролітак (біплан)
- Heinkel He 70 «Blitz», транспортний одномоторний + поштовий, 1932
- Heinkel He 72 Kadett, тренувальний
- Heinkel He 74[en] винищувач + Тренувальний (прототип)
- Heinkel He 100 винищувач
- Heinkel He 111 бомбардувальник
- Heinkel He 112 винищувач
- Heinkel He 113 (фіктивне позначення He 100)
- Heinkel He 114 розвідувальний гідролітак
- Heinkel He 115 гідролітак загального призначення
- Heinkel He 116 транспортний + розвідувальний
- Heinkel He 117
- Heinkel He 118
- Heinkel He 119 одномоторний високошвидкісний бомбардувальник (прототипи), розвідник, 1937
- Heinkel He 120 чотиримоторний пасажирський літак великої дальності, літаючий човен (проєкт), 1938
- Heinkel He 162 «Salamander» Volksjäger винищувач
- Heinkel He 170
- Heinkel He 172 тренувальний (прототип)
- Heinkel He 176 піонерський турбореактивний літак на рідкому паливі (прототип)
- Heinkel He 177 Greif (Griffon), важкий бомбардувальник великої дальності Третього Рейху
- Heinkel He 178 перший у світі літак з турбореактивними двигунами
- Heinkel He 219 Uhu, нічний винищувач
- Heinkel He 270
- Heinkel He 274[en] висотний бомбардувальник, на базі He 177, два прототипи було побудовано у Франції після війни
- Heinkel He 277[en] висотний бомбардувальник, робоче креслення Amerika Bomber[en] на базі He 177 з чотирма індивідуальними радіальними двигунами
- Heinkel He 280 винищувач (реактивний)
- Heinkel He 343 бомбардувальник з чотирма двигунами (реактивний) (проєкт), 1944
- Heinkel He 519 високошвидкісний бомбардувальник (похідний від He 119) (проєкт), 1944
- Heinkel Type 98 бомбардувальник середньої дальності
- Heinkel Navy Type He винищувач-перехоплювач
- Heinkel A7He

P — Projekt
- Heinkel He P.1076, прототип 1944 року, зі зворотною стріловидністю крила та подвійним пропелером.
- Heinkel P.1077 Julia
- Heinkel P. 1078
- Heinkel P. 1078А, винищувач (реактивний) (проєкт)
- Heinkel P. 1078В, безхвостий винищувач (реактивний) (проєкт)
- Heinkel P. 1078С, безхвостий винищувач (реактивний) (проєкт), 1944
- Heinkel He P.1079A[en], двомоторний нічний винищувач (реактивний) (проєкт)
- Heinkel He P.1079B/I[en], всепогодний важкий винищувач (дизайн літаючого крила) (реактивний)
- Heinkel He P.1079B/II[en], всепогодний важкий винищувач (дизайн літаючого крила) (реактивний), 1945
- Heinkel Lerche
- Heinkel Wespe

### Мікроавтомобілі

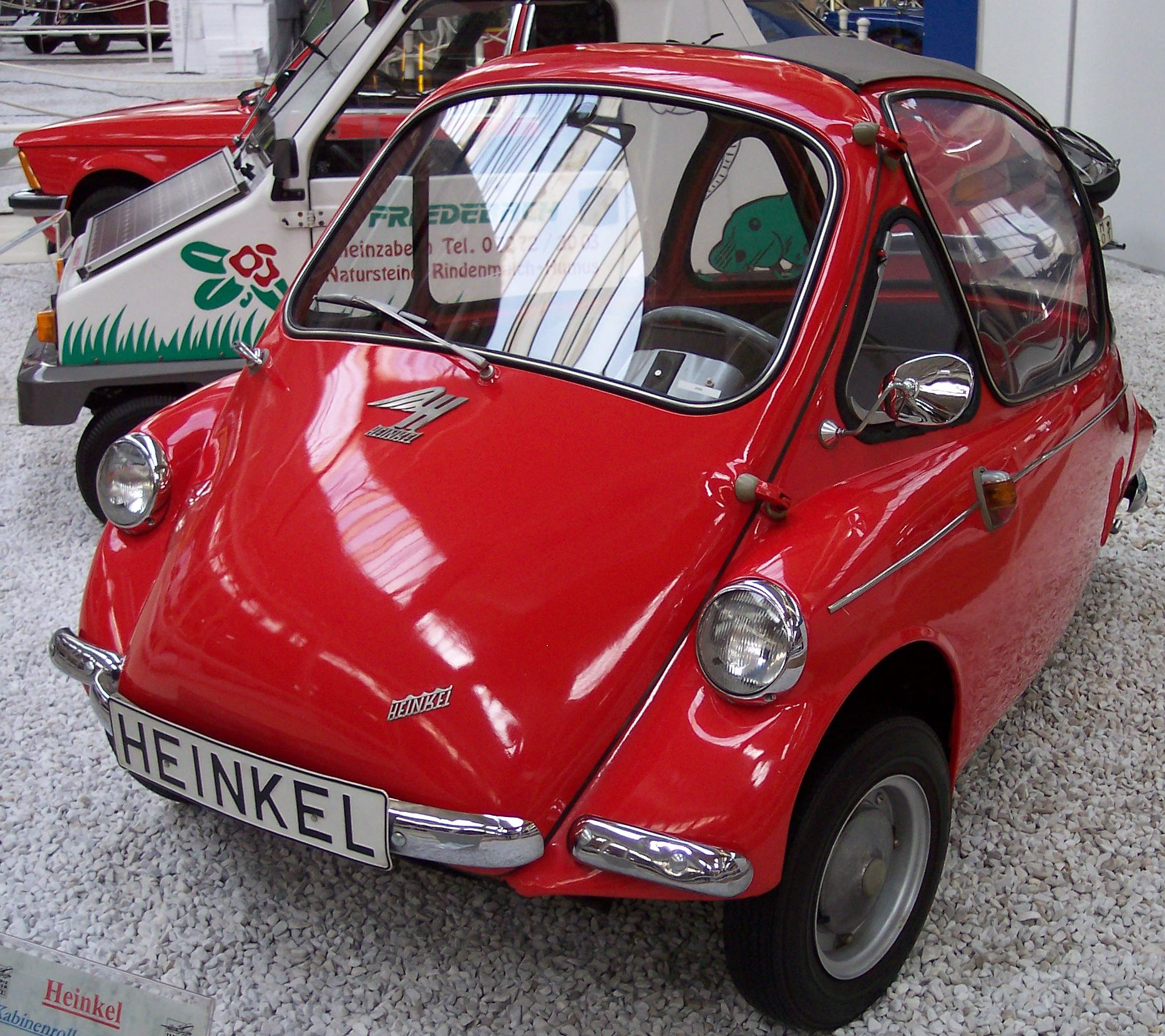
Heinkel Kabine

1956 року Heinkel представив мотоколяску «Kabine». Одночасно були представлені мотоколяски BMW Isetta та Messerschmitt KR200. Він мав кузов монокок та чотиритактний одноциліндровий двигун.
1958 року Heinkel зупинив виробництво Kabine, проте було розгорнуто виробництво за ліцензією компанією Dundalk Engineering в Ірландії, а згодом Trojan Cars, яка припинила виробництво в 1966 році.

### Моторолери

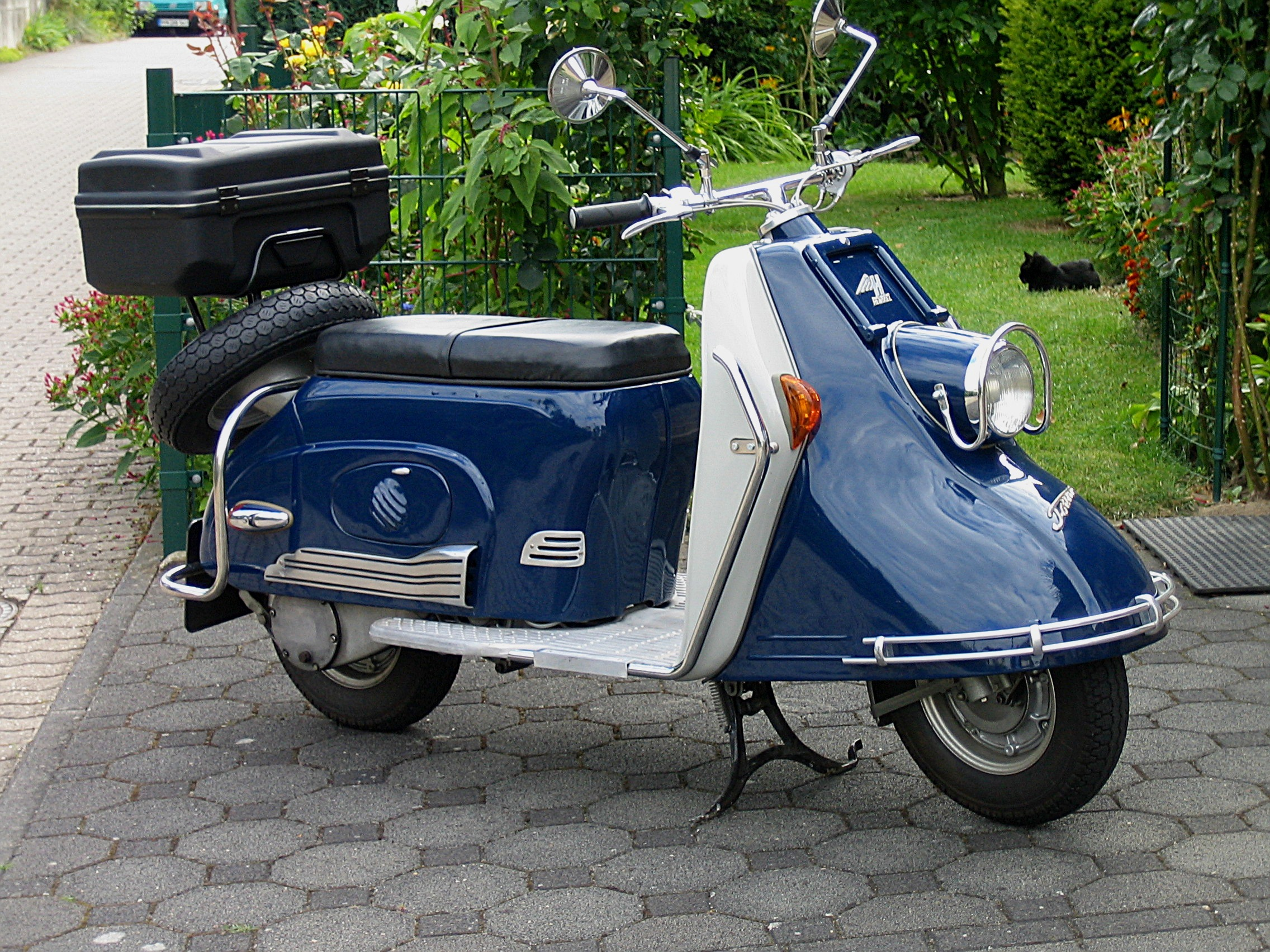
Heinkel Tourist 175 (1956)

У 1950-х роках Heinkel представив моторолер «Tourist», що став відомий своєю надійністю. Великий та відносно важкий, він надавав хороший захист від негоди завдяки обтічникові переднього колеса, що мав фіксовану область обертання. «Tourist» мав хорошу аеродинаміку, що не дивно, з урахуванням авіаційного минулого виробника, і хоча він мав лише чотиритактний двигун на 174 см³ потужністю 9.5 к.с., він міг розвивати швидкість до 110 км/год (офіційно 93 км/год).
Heinkel також виробляв легкий 150 см³ моторолер, названий Heinkel 150.

### Мопеди

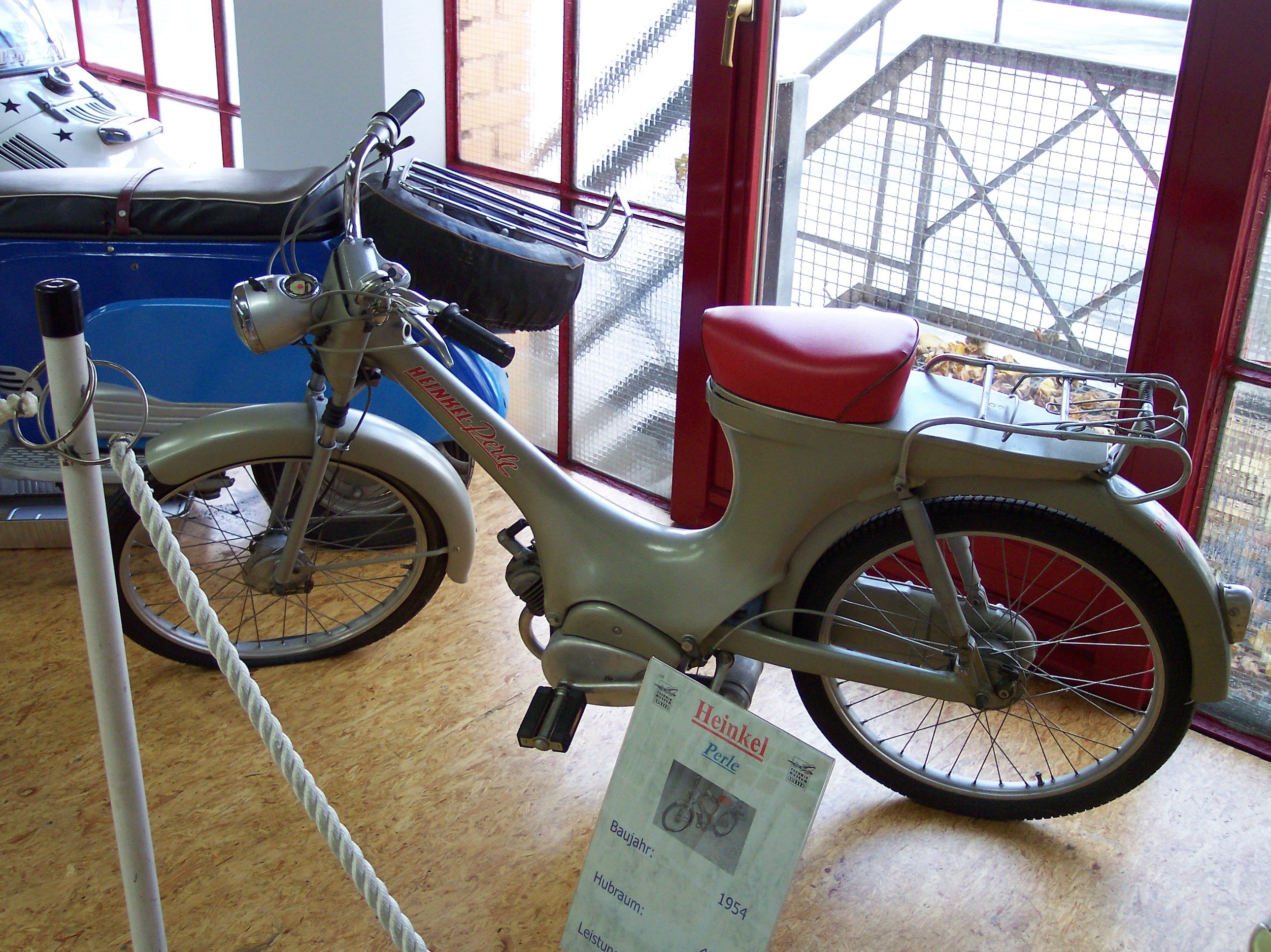
Heinkel Perle

З 1954 до 1957 року Heinkel виробляв мопед Perle. Perle мав складну односплавную раму, задню підвіску, повністю закритий ланцюг з інтегральним амортизатором та змінні колеса. Через високий рівень складності конструкції його виробництво було високозатратними. Всього було продано близько двадцяти семи тисяч мопедів Perles.